# 寺本 (伊丹市)
寺本（てらもと）は、兵庫県伊丹市の地名。現行の行政地名は寺本と寺本東の2つの町丁に分かれており、寺本は地番整理実施済み、寺本東は住居表示実施済みである。

## 地理
伊丹市西部の地域で、寺本の南東に突き出した一角が寺本東となっている。北を奥畑、北東を昆陽北、東を昆陽、南東を昆陽南、南を山田、西を池尻と接する。

### 寺本
現行の町丁は寺本一丁目から六丁目までが存在する。郵便番号は664-0026。全域が伊丹市立花里小学校および松崎中学校の校区である。
町内の主な施設
- 伊丹市立花里小学校
- 寺本会館
- 伊丹市共同利用施設寺本東センター
- 伊丹寺本郵便局
- 昆陽寺
- 一乗院
- 勧請院
- 正覚院
- 成就院
- 遍照院
- 猪名野神社

### 寺本東
現行の町丁は寺本東一丁目から二丁目までが存在する。郵便番号は664-0020。大部分が伊丹市立花里小学校および松崎中学校の校区だが、小学校に関しては一丁目の一部が昆陽里小学校の校区となっている。
町内の主な施設
- 天理教猪名野分教会

## 歴史
奈良時代に高僧・行基が昆陽寺の前身となる昆陽施院を開いた場所で、1605年（慶長10年）の『摂津国絵図』には行基堂村（ぎょうぎどうむら）と記されている。行基ゆかりの古刹として近隣の崇敬を集めた昆陽寺は寛政年間の『摂津名所図会』にも詳細な絵入りで解説されている。
1889年（明治22年）、町村制施行に伴い川辺郡稲野村の大字寺本となる。1940年（昭和15年）に稲野村と伊丹町の合併により伊丹市の大字となり、1980年（昭和55年）に寺本1〜6丁目へと町名変更を実施。南東部に残った大字寺本は2007年（平成19年）に寺本東1〜2丁目となり、全域で住居表示が完了した。

## 交通
寺本の町内を国道171号線が、西側を県道42号線（尼宝線）がそれぞれ走っている。伊丹市バスでは昆陽里（阪急バスと共同）、寺本東などの停留所を町内に設置している他、近接する寺本公団前（昆陽8丁目）、池尻団地などの停留所も利用可能。阪神バスも尼崎 - 宝塚間路線の昆陽里停留所を設けているが、場所は伊丹市バス・阪急バスの同名停留所からやや離れている。
域内に鉄道は走っておらず、阪急伊丹線伊丹駅が最寄り駅となる。